# Papyrus Harris 500
Der Papyrus Harris 500, auch Papyrus British Museum 10060, kurz BM 10060 ist ein Papyrus aus dem Alten Ägypten, der eine Sammlung mehrerer literarischer Texte enthält, darunter die ältesten aus Ägypten bekannten Liebesgedichte. Der Papyrus entstand zu Beginn der 19. Dynastie, während der Regierungszeit von Sethos I. oder Ramses II. und ist benannt nach dem britischen Kaufmann Anthony Charles Harris (1790–1869), in dessen Privatbesitz er sich einst befand. Nach dessen Tod ging der Papyrus in den Besitz des British Museum über, wo er nach wie vor aufbewahrt wird.

## Inhalt
Der Papyrus misst 143,5 × 20,3 cm und ist beidseitig in hieratischer Schrift beschrieben. Beide Seiten sind in jeweils acht Kolumnen unterteilt.
Auf der Vorderseite (recto) stehen drei Gruppen von Liebesliedern. Die erste Gruppe besteht aus acht unabhängigen Gedichten, von denen jeweils vier einem Mädchen (Nr. 1, 2, 4, 8) und einem Jungen (Nr. 3, 5, 6, 7) in den Mund gelegt werden. Der ursprüngliche Titel dieser Gruppe ist nicht mehr erhalten, sie wird von Siegfried Schott unter dem modernen Titel „Macht der Liebe“ zusammengefasst. Es folgt eine zweite Gruppe, die den Titel „Beginn der erfreuenden Gesänge für deine Geliebte, die Erwählte deines Herzens, wenn sie von der Flur kommt“ trägt und ebenfalls aus acht Gedichten besteht, die hier aber allesamt einem Mädchen zugeordnet werden. Es folgt das so genannte Harfnerlied des Antef, das nicht die Liebe, sondern des Lebensgenuss zum Thema hat, und zuletzt eine Gruppe von drei weiteren Liebesliedern, die alle einem Mädchen zugeordnet sind.
Die Rückseite (verso) des Papyrus enthält zwei Erzählungen. Bei der ersten, nur sehr bruchstückhaft erhaltenen, handelt es sich um Die Eroberung von Joppe. Sie umfasst die Kolumnen 1–3. Obwohl die Handlung fiktiv ist, ist sie dennoch in reale historische Ereignisse eingebettet. Die Geschichte erzählt die Einnahme der Stadt Joppe (heute Jaffa) durch den ägyptischen General Djehuti während der Regierungszeit von Thutmosis III. Die zweite Geschichte umfasst die Kolumnen 4–8. Ihr moderner Titel lautet Der verwunschene Prinz. Sie handelt von einem ägyptischen Prinzen, dem ein unnatürlicher Tod prophezeit wird.